# Taca solar
|  | Per a altres significats, vegeu «taca (desambiguació)». |

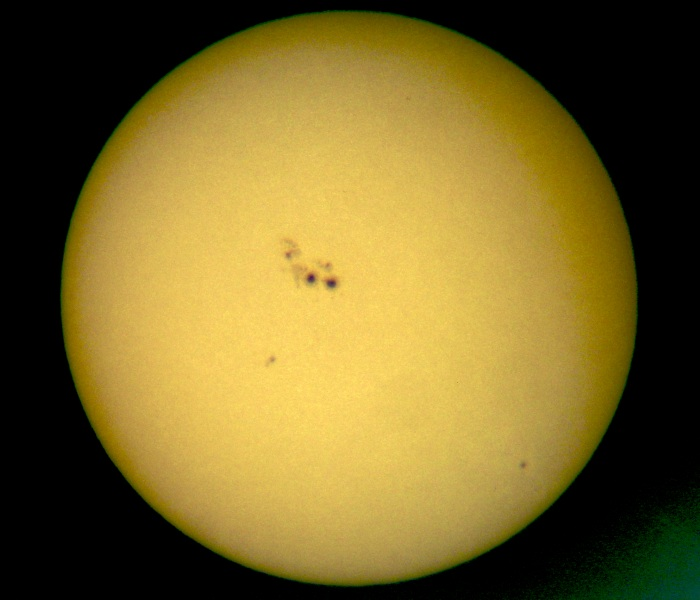
Taques solars l'11 de juny de 2004.

Una taca solar és una regió del Sol amb una temperatura més baixa que la seva contornada, i amb una intensa activitat magnètica.
Galileo (1564-1642) amb el seu telescopi astronòmic, va ser el primer a observar-les. Una taca solar típica consisteix en una regió central fosca, anomenada "umbra", rodejada per una "penombra" més clara. Una sola taca pot arribar a mesurar fins a 12.000 quilòmetres (quasi tan gran com el diàmetre de la Terra), però un grup de taques pot aconseguir 120.000 quilòmetres d'extensió i inclús algunes vegades més. La penombra està constituïda per una estructura de filaments clars i foscos que s'estenen més o menys radialment des de l'umbra. Ambdós (umbra i penombra) pareix fosques per contrast amb la fotosfera, simplement perquè estan més fredes que la temperatura mitjana de la fotosfera; així l'umbra té una temperatura de 4.000 K, mentre que la penombra aconseguix els 5600 K, evidentment inferiors als aproximats 6000 K que tenen els grànuls de la fotosfera. Per la llei de Stefan-Boltzmann, que l'energia total radiada per un cos negre (com una estrela) és proporcional a la quarta potència de la seva temperatura efectiva (E = σT4, on σ = 5.67051 x 10-8 W/m²/K4), l'umbra emet aproximadament un 32% de la llum emesa per una àrea igual de la fotosfera i anàlogament la penombra té una brillantor d'un 71% de la fotosfera. La foscor d'una taca solar és només un efecte de contrast; si poguérem veure a una taca tipus, amb una umbra de la grandària de la Terra, aïllada i a la mateixa distància que el Sol, brillaria una 50 vegades més que la Lluna plena. Les taques estan relativament immòbils respecte a la fotosfera i participen de la rotació solar. L'àrea de la superfície solar coberta per les taques es mesura en termes de milionèsima del disc visible.

## Història
Les primeres referències clares a les taques solars van ser fetes per l'astrònom xinès Gan De en el 364 aC.
Després es van observar telescòpicament en 1610 pels astrònoms Thomas Harriot, Johannes i David Fabricius, qui va publicar una descripció al juny 1611. Finalment Galileo havia estat ensenyant les taques solars a astrònoms a Roma, i Christoph Scheiner havia estat observant les taques probablement durant dos o tres mesos. La disputa de la prioritat entre Galileu i Scheiner, cap dels quals sabia del treball del Fabricius, va ser així tan estèril com amarg.
Les taques solars tenien molta importància en el debat sobre la naturalesa del sistema solar. Mostraven que el Sol girava i mostraven canvis, contràriament a l'ensenyança d'Aristòtil. Els detalls del seu clar moviment no tenien una explicació senzilla excepte en el Sistema heliocèntric de Nicolau Copèrnic.

## L'evolució d'una taca solar
Les taques solars apareixen, creixen, canvien de dimensions i d'aspecte i després desapareixen després d'haver existit després d'una o dues rotacions solars, és a dir durant un o dos mesos, encara que la seva vida mitjana és aproximadament dues setmanes.
Solen aparèixer per parelles. Primer s'observa una formació brillant, la fàcula després un porus un interstici entre la granulació de la fotosfera que comença a enfosquir-se. L'endemà ja hi ha una xicoteta taca, mentre en el porus bessó a uns pocs graus de distància apareix una altra taca. Al cap de pocs dies totes dues taques tenen l'aspecte característic una regió central fosca anomenada ombra amb temperatures al voltant de 2200 °C i brillantor un 20% de la fotosfera, rodejada d'una zona grisenca i amb aspecte filamentós la penombra amb temperatures al voltant de 3000 °C. i brillantor un 75% de la fotosfera. Els filaments clars i foscos tenen una direcció radial. Els grànuls de la penombra tenen també forma allargada de grandàries 0,5" a 2" i els seus temps de vida són molt majors que els grànuls ordinaris des de 40 minuts a 3 hores. Junt amb estes dos taques principals apareixen altres més xicotetes. Totes les taques tenen moviments propis amb velocitats de fins a centenars de quilòmetres per hora. El grup de taques aconsegueix la seva màxima complexitat cap al desè dia.
Les dos taques principals de cada grup es comporten com si fossen els pols d'un enorme i potent imant, ja que entre ambdós hi ha un camp magnètic amb una intensitat entre 2000 i 4000 gauss (per exemple, el camp magnètic terrestre té una intensitat de només mig gauss). Aquest camp magnètic és el que evita que les partícules més calentes entrin a la taca. La taca que està a l'oest solar s'anomena conductora i la que està a l'est solar seguidora. En quasi tots els grups l'eix entre les dos taques no es disposa en la direcció est sinó que la taca conductora està en ambdós hemisferis més pròxima a l'Equador.
S'ha observat que a baixes altituds, hi ha un flux de matèria des de l'ombra cap a la penombra a una velocitat de 2 quilòmetres per segon (efecte Evershed) i de fora cap a dins en altituds majors.com la cromosfera (efecte Evershed invers).

## Classificació de les taques
L'esquema McIntoch ha reemplaçat l'esquema Zuric en la classificació de les taques. S'utilitza un codi de tres lletres que descriu la classe del grup de taca (senzilla, doble, complexa) el desenvolupament penumbral de la taca major i la compacitat del grup. La lletra A es reserva per als porus. La major part d'estos només arriben a l'estadi B. Les taques que arriben a desenvolupar-se aconsegueixen la seva major àrea al cap d'una desena de dies i després comencen a degenerar de manera que la taca seguidora desapareix per regla general primer. L'esquema de Muntanya Wilson s'utilitza per a descriure el camp magnètic que pot ser senzill, bipolar o complex.

## Les taques i la rotació solar
El mesurament del desplaçament de les taques solars sobre el disc ha permès deduir que el Sol té un període de rotació d'aproximadament 27 dies. No tot el Sol gira a la mateixa velocitat, ja que no és un cos rígid, així en l'Equador el període és de 25 dies, a 40º de latitud és de 28 dies i en els pols és inclús major. A açò es coneix com a rotació diferencial

## Variació de l'activitat solar

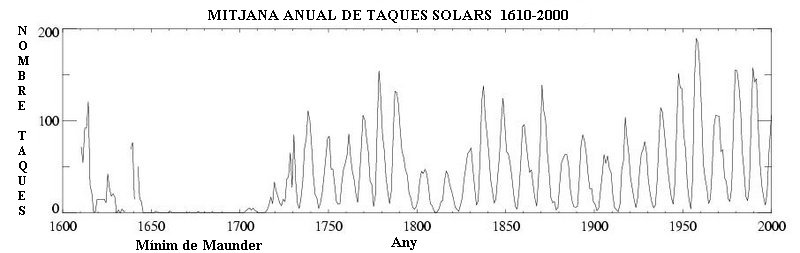
400 anys d'activitat solar.

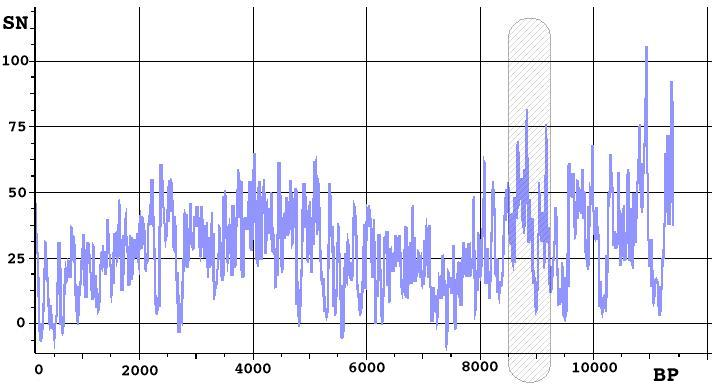
Reconstrucció d'11.000 anys de taques solars.

El nombre de taques solars ha sigut mesurat des de 1700 i hi ha estimacions d'11.000 anys arrere. La tendència recent és ascendent des de 1900 als anys seixanta.
Heinrich Schwabe va ser el primer que va observar la variació cíclica del nombre de taques solar entre 1826 i 1843 i va portar a Rudolf Wolf a fer observacions sistemàtiques que comencen en 1848. El retard a reconèixer esta periodicitat del Sol es deu al comportament molt rar del Sol durant el segle xvii. El nombre de Wolf és una expressió que combina taques individuals i grups de taques i que permet tabular l'activitat solar.
Wolf també va estudiar el registre històric en un esforç per establir una base de dades amb les variacions cícliques del passat. Va establir una base de dades del cicle fins a 1700.
A part del cicle d'11 anys s'ha comprovat l'existència d'un cicle d'uns 80 anys durant la meitat del qual el nombre de taques és prou superior a l'altra meitat.
Wolf va establir una base de dades del cicle fins a 1700, encara que la tecnologia i tècniques per a les observacions solars cuidadoses estaven ja disponibles en 1610. Gustav Spörer va pensar que la raó perquè Wolf fora incapaç a estendre el cicle era que hi havia un període de 70 anys entre 1640 i 1715 en el que rarament es van observar taques solars. Els registres històrics de taques solars indiquen que després del seu descobriment en 1611 va haver-hi dos màxims separats 30 anys i després l'activitat va declinar fins a un nivell molt baix cap a 1640 i així es va mantenir fins a 1715, que hem recuperat el cicle tal com es coneix.
No es va poder apreciar el significat de l'absència perquè després del descobriment de les taques solars va haver-hi 34 anys d'activitat i després 70 sense ella, qui podia dir el que era normal?
La investigació sobre les taques solars estava inactiva durant els segles 17 i principis del 18 a causa del Mínim de Maunder durant el qual cap taca solar va ser visible; però després de la reassumpció de l'activitat solar, Heinrich Schwabe en 1843 va descobrir canvi periòdic cada 11 anys en el nombre de taques solar.
Edward Maunder en 1895 i 1922 va fer estudis curosos per a descobrir que el problema no era la falta de dades observacionals sinó l'absència real de taques. Per a això va agregar al quadro l'absència durant el mateix període d'aurores polars lligades sempre als cicles d'activitat solar. Les aurores que són normals en les Illes Britàniques i a Escandinàvia van desaparèixer durant els 70 anys d'inactivitat de manera que en reaparèixer en 1715 van causar admiració i consternació a Copenhaguen i Estocolm.
Ja que les taques solars són més fosques és natural assumir que més taques solar signifiquen menys radiació solar. No obstant les àrees circumdants són més lluminoses i l'efecte global és que més taques solar donen lloc a un sol més lluminós. La variació és xicoteta (de l'orde de 0,1%) i només es va establir per mesures per satèl·lit de la variació solar a partir dels anys vuitanta. Durant el Mínim de Maunder va haver-hi uns hiverns anormalment freds i intenses nevades tal com ho demostren els registres històrics. La Terra va poder haver refrescat quasi 1°C.
En 1920 a. E. Douglas va fer un treball pioner sobre la datació amb els anells dels arbres. Va observar una tendència general cíclica en la velocitat de creixement cada una o dues dècades. A l'estudiar fustes de la segona mitat del segle xvii va observar l'absència de la periodicitat. Douglas va llegir en 1922 l'article de Maunder i li va escriure per a comunicar-li el seu troballa.
Els anells dels arbres demostren aquest refredament perquè són més prims durant els períodes freds i mostren concentracions anormalment altes de carboni radioactiu (¹⁴C). Aquest tipus particular de carboni es produïx a grans altures sobre l'atmosfera terrestre, a causa de la radiació còsmica procedent de la galàxia. Sabem que durant un mínim solar el vent solar és més dèbil i hi ha un 10% més de ¹⁴C que quan el Sol està actiu. S'ha suggerit que algunes de les glaciacions van ser el resultat de prolongats períodes de falta d'activitat solar.

## Evolució de les taques en un cicle: Diagrama de Papallona

Diagrama de Papallona mostrant la llei de Spörer.

Totes les taques solars apareixen en ambdós hemisferis en latituds que van des dels 5º'als 40º.
L'activitat solar ocorre en cicles d'aproximadament onze anys. El punt d'activitat solar més alta durant aquest cicle és conegut com el màxim solar, i el punt d'activitat més baixa és el mínim solar. Al principi d'un cicle, les taques solars tendeixen aparèixer en les latituds més altes (uns 40º) i a mesura que el cicle s'acosta el màxim apareixen taques amb major freqüència i cada vegada a menys latitud (prop de l'equador), fins que s'aconsegueix el màxim. Mentre açò ocorre apareixen les primeres taques del cicle següent a una latitud d'uns 40º. A açò s'anomena la llei de Spörer.
Avui se sap que hi ha diversos períodes en l'índex de la taca solar (Nombre de Wolf) el més important té 11 anys de duració mitjana. Aquest període també s'observa en la majoria de les altres expressions de l'activitat solar i s'uneix profundament a una variació en el camp magnètic solar que canvia la polaritat amb aquest període.
George Ellery Halle unix els camps magnètics i les taques solars per a donar una comprensió moderna de l'aparició de les taques solars. Halle va suggerir que el període de cicle de taca solar és de 22 anys, cobrint dos inversions del camp magnètic solar. Horace W. Babcock va proposar a un model qualitatiu després per a la dinàmica de les capes exteriors solars. El Model Babcock explica la conducta descrita per la llei de Spörer, així com altres efectes, a causa de camps magnètics que es retorcen per la rotació del Sol.

## Origen de les taques solars

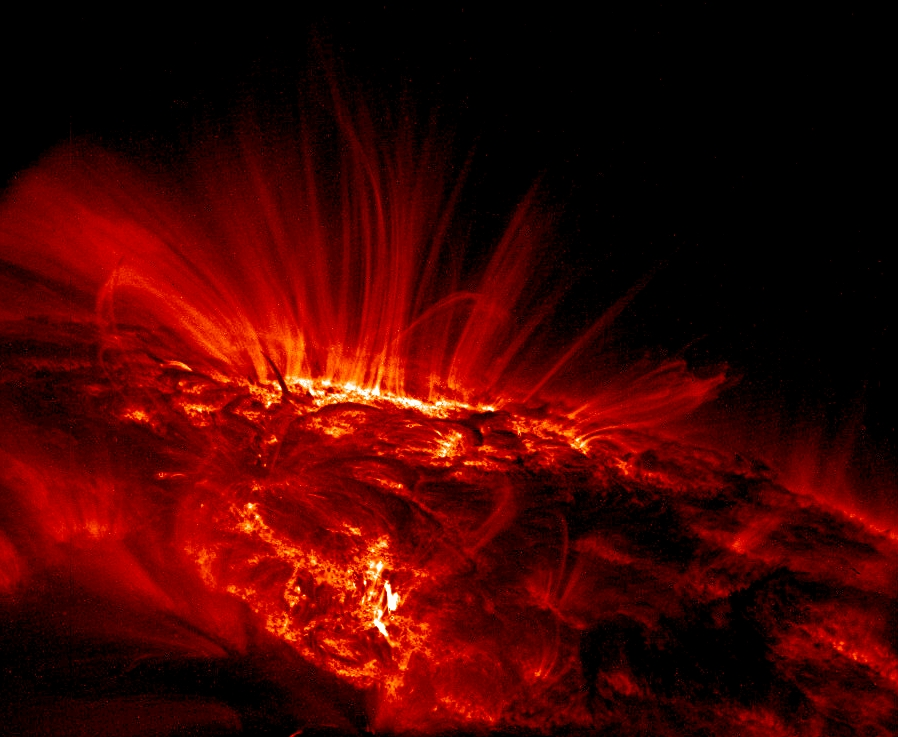
Un primer pla de taca solar en llum ultraviolada, presa per la nau espacial TRACE.

En les taques hi ha un camp magnètic amb una intensitat de 3000 gauss. Encara que els detalls de la creació de les taques solars encara són qüestió d'investigació, està prou clar que les taques solars són l'aspecte visible del tub de flux magnètic que es forma davall de la fotosfera. En ells la pressió i densitat són menors i per açò s'eleven i refreden. Quan el tub de força trenca la superfície de la fotosfera apareix la fàcula que és una regió un 10% més brillant que la resta. Per convecció hi ha un flux d'energia des de l'interior del Sol. El tub magnètic s'enrosca per la rotació diferencial. Si la tensió en el flux del tub aconsegueix cert límit, tub magnètic s'arrissen com ho faria una venda de cautxú. La transmissió del flux d'energia des de l'interior del sol s'inhibeix, i amb ell la temperatura de la superfície. A continuació apareixen en la superfície dos taques amb polaritat magnètica oposada en els punts en què el tub de força talla a la fotosfera.
Les recents observacions del satèl·lit (SOHO) usant les ones sonores que viatgen a través de la fotosfera del Sol permeten formar una imatge detallada de l'estructura interior de les taques solar, davall cada taca solar es forma un vòrtex giratori açò fa que es concentren les línies del camp magnètiques. Les taques solar es comporten en alguns aspectes de mode semblant als huracans terrestre.
Les taques solen presentar-se en grups bipolars els components de les quals tenen polaritats magnètiques oposades. L'Efecte Zeeman que consisteix en un desdoblament de les ratlles espectrals a causa del camp magnètic, ha permès calcular la intensitat del camp magnètic en les taques i en el centre pot ser d'uns milers de gauss.
El nombre de taques solars seguix un cicle d'uns 11 anys al final del qual la polaritat de les taques i del Sol s'inverteixen passant de nord/sud i de sud/nord. Així el període magnètic del Sol és de 22 anys.
L'efecte Wilson ens diu que les taques solar són realment depressions davant de la superfície de sol.

## L'observació de les taques pels aficionats

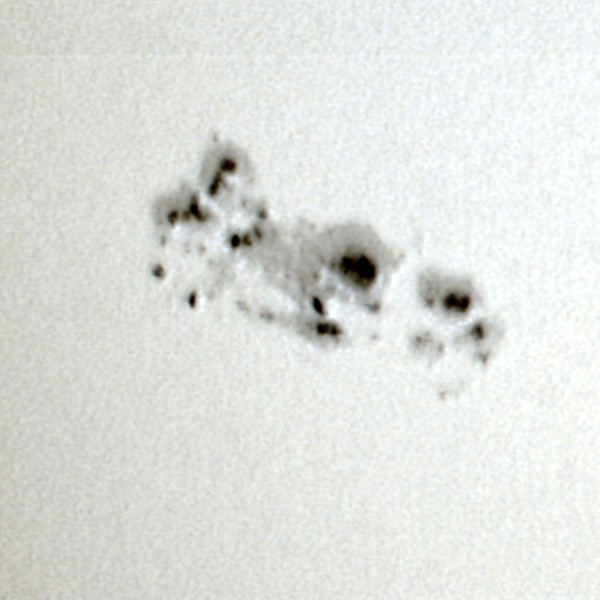
Un grup gran de taques solar en any 2004. L'àrea grisa al voltant de les taques pot veure's molt clarament. També es pot veure la granulació de la superfície del Sol.

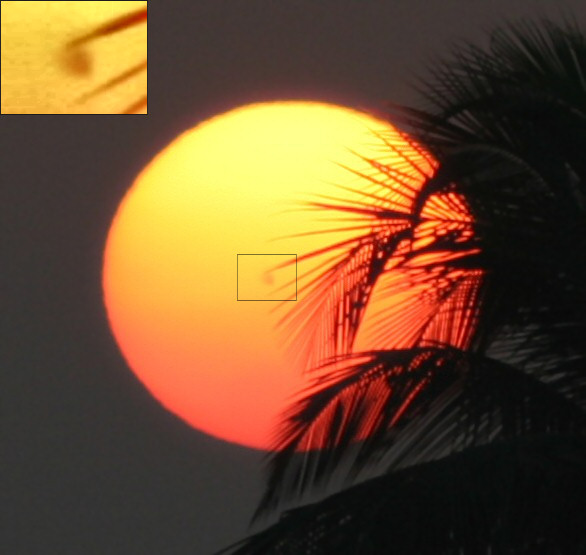
Una taca solar visible a simple vista i presa sense cap equip especial.

Les taques solar s'observen fàcilment inclús amb un telescopi xicotet per mitjà de projecció. En algunes circumstàncies (els ocasos) poden observar-se les taques solars a simple vista.
Nota: Els rajos solars poden causar greus danys en els ulls. Mai mireu directament el Sol; pot causar un dany permanent en la retina, fins i tot abans que vostè noti res. El millor és projectar la imatge del Sol sobre una pantalla. També és vàlid utilitzar un filtre solar però ha de ser un filtre de mylar que comprengui tot l'objectiu del telescopi i no només l'ocular perquè aquests últims s'escalfen molt i es poden trencar.

## Relació de les taques solars i fenòmens terrestres
S'han efectuat intents de relacionar el cicle d'11 anys de les taques solars amb fenòmens cíclics de la Terra, com variacions del clima, períodes de pluja i sequera, variació en la longitud del dia i alguns fins a estrambòtics com l'esclat d'una revolució o el preu dels ous. Ni que dir que la majoria no tenen fonament.
Ja hem vist una correlació clara entre el creixement dels anells dels arbres i l'activitat solar. A banda d'esta les poques correlacions d'aquest tipus que són raonablement fiables pareixen deure's a lleugeres variacions del flux d'energia total emès pel Sol i a les tremendes pertorbacions magnètiques que podrien afectar la part superior de la nostra atmosfera açò influiria en el clima terrestre.
Més clara és la seva relació amb ell l'estat de la ionosfera. Això pot ajudar a predir les condicions de propagació de l'ona curta o les comunicacions per satèl·lit. Es pot per tant de parlar d'un temps espacial.

### Successos destacables
- Un senyal lluminós summament poderós es va emetre cap a la Terra l'1 de setembre de 1859. Va interrompre el servei telegràfic i l'aurora boreal causada va ser visible en llocs tan al sud com L'Havana, Hawaii, i Roma una activitat semblant va ocórrer en l'hemisferi sud.

- El senyal lluminós més poder-vos observat per l'instrumental d'un satèl·lit va començar el 4 de novembre 2003 a 19:29 UTC, i va saturar els instruments durant 11 minuts. La Regió 486 pareix haver produït un flux de la rajos X de X28. Les observacions hologràfiques i visuals indiquen activitat continuada en el costat llunyà del Sol.